# Orthotylus celtidis
Orthotylus celtidis är en insektsart som beskrevs av Henry 1979. Orthotylus celtidis ingår i släktet Orthotylus och familjen ängsskinnbaggar. Inga underarter finns listade i Catalogue of Life.